# Раджендра III
Раджендра III (там. விசயாலய, годы правления 1246 – 1279) — последний правитель государства Чолов, большую часть своего правления пробыл вассалом. Потомок императора Виджалаялы, после утраты суверенитета титуловался нарапати. Его власть распространялась только на Танджавур, откуда начинал его предок Виджаялая.

## Биография
Пришел к власти свергнув и убив своего брата, Раджараджу III. Тот был слабым правителем, поставившим власть Чолов на грань краха. В последние 14 лет правления Раджараджи Раджендра постепенно приобретал всё большее влияние в государстве. Это закончилось гражданской войной, в которой Раджендра захватил трон и убил Раджараджу.
На севере Раджендра воевал с тамильским правителем Куддалора, для чего заключил союз с Вирой Сомешварой из династией Хойсала. Согласно надписям, совершил поход на север против Какатиев. Но наибольшую угрозу Чолам представляли южные Пандьи. Первоначально Раджендра III разгромил Маравармана Виккирамана II, однако это вызвало распад союза с Хойсалами и переход их на сторону Пандьев (впрочем, союз Пандьев с Хойсалами также оказался временным). В 1251 году на престол Пандьев взошёл Садаяварман Сундара Пандья I. Первым же походом он разгромил Раджендру и сделал его своим вассалом. Таким образом империя Чолов в начале 1250-х годов прекратила своё существование.
С его падением, Чолы вернулись в подчинение к Пандьям. Последним из владетельных Чолов в Индии был Верасекхара, в 1520 году разгромленный Нагамой Наяком, полководцем императора Виджаянагара Кришнадеварайи. Династия также уцелела на филиппинском острове Себу.